# Daniel Siebert
Daniel Siebert (ur. 4 maja 1984 roku w Berlinie Zachodnim) – niemiecki sędzia piłkarski. Od 2015 roku sędzia międzynarodowy.
Siebert znalazł się na liście 19 sędziów Mistrzostw Europy 2020.